# Canoparmelia rarotongensis
Canoparmelia rarotongensis är en lavart som beskrevs av Louwhoff & Elix. Canoparmelia rarotongensis ingår i släktet Canoparmelia och familjen Parmeliaceae.   Inga underarter finns listade i Catalogue of Life.